# 傅鍾秀
傅鍾秀（？—1644年），字 巖叟，號海峯，山東萊州府高密縣人，明朝政治人物。

## 生平
傅鍾秀是天啟四年（1624年）山東鄉試舉人，崇禎元年（1628年）成進士，獲授長治知縣，升任戶科都給事中，負責監考會試，會元和狀元都出其門下。之後他升任太常寺少卿，以母親逝世辭官回鄉；北京失陷，他每天哭泣，一夜白髮，其時李自成任命的縣令孫偓玉來到，他和單崇上啟衡王衡王朱由棷，與士民擒拿對方入獄。不久流寇攻陷城池，他不屈服，和兒子副貢傅稟初被殺，入祀鄉賢祠，清朝賜諡節愍。

## 引用
1. 1 2  民國《高密縣志·卷十四·人物志》：傅鍾秀，字海峯，進士。令長治，擢戶科給事中，分校禮闈，會狀皆出其門；遷太常寺少卿，以母憂旋里。甲申聞變，鬚髮一夕盡白，與郎中單崇同擒偽官具啟衡藩，將散家財、募勇士舉義，為土寇所執不屈死，祀鄉賢，清賜諡節愍。
2. ↑  民國《高密縣志·卷十三·選舉志》：傅鍾秀 （天啟）甲子科（舉人），見進士
3. ↑  錢海岳《南明史·卷九十·列傳第六十六》：傅鍾秀，字海峯，高密人。崇禎元年進士。官太嘗少卿，以憂歸。北京亡，日哭泣，一夕髮白。令孫握玉至，與單崇上啟衡王，糾士民擒之置獄。寇大至，被執死。子稟初，字天麟，副貢。草檄討寇，讀者感泣。同死。